# Roméo Bouchard
Pour les articles homonymes, voir Bouchard.
Roméo Bouchard (Normandin, Lac-Saint-Jean, le 30 avril 1936) fut d'abord prêtre avant de devenir militant écologiste, environnementaliste québécois et nationaliste-conservateur.  À la fin des années 1960, après ses études en théologie, il reviendra à Jonquière pour y enseigner la philosophie, les sciences religieuses et l’histoire sociale. Il quitte la prêtrise en 1967 et publie peu de temps après, « Deux prêtres en colère » en collaboration avec Charles Lambert, un confrère qui, comme lui, obtient sa dispense du Vatican. Cette publication a beaucoup fait jaser à l’époque. Il reprend ensuite les études de maîtrise en sciences politiques à l'Université de Montréal, où il devient rédacteur du Quartier Latin (journal étudiant de l'Université de Montréal) de 1968 à 1970. Pendant la crise d'Octobre, dans ce journal, il prend une position modérée, affirmant que les jeunes sont plus rejoints par la contre-culture que par les théories révolutionnaires classiques. Dans les années suivantes, il enseigne à l'UQAM en communication-journalisme et travaille comme journaliste-pigiste au Service d'information de la Confédération des syndicats nationaux (CSN). De 1975 à 1995, il a été agriculteur biologique à Saint-Germain-de-Kamouraska où il a dirigé pendant plusieurs années la Corporation de développement locale.  Il sera par la suite cofondateur de l'Union paysanne qu'il présidera de 2001 à 2004, et coordonnateur de la Coalition pour un Québec des Régions et de la Coalition SOS-Pronovost. Il milite entre autres pour une décentralisation de l'agriculture au Québec.
Lors de l'élection provinciale de  2012, M. Bouchard a été le directeur général et porte-parole de la Coalition pour la constituante, le prolongement politique des SansParti dont il avait été un cofondateur. Indépendantiste convaincu, il n'est membre d'aucun parti politique, mais milite aujourd'hui en faveur de la convocation d'une Assemblée constituante citoyenne et représentative mandatée pour proposer une première constitution pour le Québec et permettre ainsi au peuple québécois de reprendre le contrôle des décisions qui le concernent.